# Chinoz
Chinoz (uzb. cyr. Чиноз; ros. Чиназ, Czinaz) – miasto we wschodnim Uzbekistanie, w wilajecie taszkenckim, siedziba administracyjna tumanu Chinoz. W 2016 roku liczyło ok. 23,7 tys. mieszkańców. Ośrodek przemysłu włókienniczego i materiałów budowlanych.
Miejscowość otrzymała prawa miejskie w 1972 roku.